# Чемпіонат СРСР з футболу 1936 (осінь, група «А»)
Сезон 1936 року (осінь) у групі «А» чемпіонату СРСР з футболу — друге в історії змагання у вищому дивізіоні футбольної першості Радянського Союзу, проходило з 5 вересня по 30 жовтня 1936 року.
Участь у змаганні брали 8 команд, половина з яких представляли Москву; Ленінград був представлений двома колективами; по одній команді делегували Київ та Тбілісі. Команди-суперники зіграли одна з одною в рамках кругового турніру по одній грі. Другим чемпіоном СРСР з футболу став московський «Спартак».
Як і попереднього сезону, команда, що зайняла останнє місце в турнірі, залишилася в найсильнішому дивізіоні союзної першості, склад учасників якої з наступного чемпіонату було збільшено до дев'яти за рахунок додавання переможця турніру в Групі «Б».
| Чемпіон СРСР 1936 (осінь)    |
| ---------------------------- |
| «Спартак» (Москва) 1-й титул |

## Підсумкова таблиця
| М | Команда                    | 1   | 2   | 3   | 4   | 5   | 6   | 7   | 8   | І | В | Н | П | М     | О  |
| - | -------------------------- | --- | --- | --- | --- | --- | --- | --- | --- | - | - | - | - | ----- | -- |
|   | «Спартак» (Москва)         |     |     | 0:1 | 3:1 | 4:1 | 3:3 |     |     | 7 | 4 | 2 | 1 | 19-10 | 17 |
|   | «Динамо» (Москва)          | 3:3 |     | 1:1 | 1:2 |     | 6:4 |     |     | 7 | 3 | 3 | 1 | 21-12 | 16 |
|   | «Динамо» (Тбілісі)         |     |     |     | 2:1 | 2:3 | 2:2 | 2:2 | 4:0 | 7 | 3 | 3 | 1 | 14-9  | 16 |
| 4 | «Локомотив» (Москва)       |     |     |     |     | 5:3 |     | 4:0 | 1:3 | 7 | 4 | 0 | 3 | 18-14 | 15 |
| 5 | «Червона зоря» (Ленінград) |     | 1:3 |     |     |     |     | 1:2 | 3:2 | 7 | 3 | 0 | 4 | 13-18 | 13 |
| 6 | «Динамо» (Київ)            |     |     |     | 2:4 | 0:1 |     |     | 3:1 | 7 | 1 | 3 | 3 | 16-19 | 12 |
| 7 | «Динамо» (Ленінград)       | 0:3 | 1:1 |     |     |     | 2:2 |     |     | 7 | 1 | 3 | 3 | 7-15  | 12 |
| 8 | ЦБЧА (Москва)              | 1:3 | 0:6 |     |     |     |     | 2:0 |     | 7 | 2 | 0 | 5 | 9-20  | 11 |

- Система нарахування очок: 3 за перемогу, 2 за нічию, 1 за поразку та 0 за неявку.

## Бомбардири
7 — Георгій Глазков («Спартак»)
6 — Михайло Бердзенішвілі («Динамо» Тб), Сергій Ільїн («Динамо» М), Борис Пайчадзе («Динамо» Тб), Віктор Лавров («Локомотив»)
5 — Михайло Кірєєв («Локомотив»), Василь Смірнов («Динамо» М), Петро Теренков («Локомотив»)

## Ігри, голи
| 1. «Спартак» (Москва) |
| Воротарі: Анатолій Акимов (6, 6п), Іван Рижов (2, 4п). Захисники: Станіслав Леута (7), Олександр Михайлов (7), Олександр Старостін (7), Віктор Соколов. Півзахисники: Андрій Старостін (7, 2), Петро Старостін (7), Сергій Артемьєв (1). Нападники: Георгій Глазков (7, 7), Володимир Степанов (7, 6), Борис Щибров (7, 2), Валентин Лівенцев (4, 1), Степан Куштулкін (4), Леонід Румянцев (4), Петро Никифоров (3, 1), Олексій Єрьомін (1), Микола Жигалін , Борис Степанов. Тренер: Михайло Козлов. |
| 2. «Динамо» (Москва) |
| Воротарі: Олександр Квасников (6, 11п), Микола Соколов (1, 1п), Євген Фокін. Захисники: Лев Корчебоков (7), Віктор Тетерін (2). Півзахисники: Євген Єлисєєв (7, 2), Олексій Лапшин (7), Олександр Рьомін (7), Павло Коротков (5), Гаврило Качалін (2), Аркадій Чернишов (1). Нападники: Сергій Ільїн (7, 6), Василь Смирнов (7, 5), Михайло Якушин (7, 4), Михайло Семичастний (7, 1), Василь Павлов (4, 2), Олексій Пономарьов (3, 1), Микола Поставнін. Тренер: Костянтин Квашнін.                   |
| 3. «Динамо» (Тбілісі) |
| Воротар: Олександр Дорохов (7, 9п). Захисники: Шота Шавгулідзе (7), Едуард Ніколайшвілі (6), В. І. Бердзенішвілі (1). Півзахисники: Володимир Джорбенадзе (7), Микола Анікін (6), Михайло Мінаєв (6), Григорій Гагуа (3). Нападники: Михайло Бердзенішвілі (7, 6), Борис Пайчадзе (7, 6), Микола Сомов (7, 1), Ілля Панін (6), В. Г. Бердзенішвілі (5, 1), Михайло Асламазов (2), Олександр Еліава (1). Тренери: Жуль Лімбек (до жовтня), Григорій Пачулія (з жовтня)                                  |
| 4. «Локомотив» (Москва) |
| Воротарі: Микола Разумовський, Валентин Гранаткін. Захисники: Іван Андрєєв, Ілля Гвоздков. Півзахисники: Михайло Жуков, Дмитро Максимов, Віталій Стрєлков, Олексій Столяров. Нападники: Віктор Лавров, Петро Теренков, Михайло Киреєв, Олексій Соколов, Микола Ільїн, Микола Михеєв, Олександр Семенов. Тренер: Олексій Столяров. |
| 5. «Червона зоря» |
| Воротарі: Лев Лівінцев, Євген Донцов. Захисники: Василь Топталов, Георгій Медведєв, Василь Григор'єв. Півзахисники: Віктор Бодров, Володимир Лемешев, Борис Орєшкін. Нападники: Іван Смирнов, Микола Ярцев, Петро Григор'єв, Василь Лотков, Олексій Цвілих, Петро Артем'єв, Василь Іванов, Олексій Кавокін. Тренер: Михайло Окунь. |
| 6. «Динамо» (Київ) |
| Воротарі: Микола Трусевич (5, 16п), Антон Ідзковський (3, 3п). Захисники: Георгій Тимофєєв (6), Василь Правовєров (6, 1). Півзахисники: Іван Кузьменко (4), Олексій Клименко (3), Йосип Ліфшиць (7, 1), Володимир Гребер (1, 1), Михайло Путистін (6). Нападники: Микола Махиня (7, 4), Федір Тютчев (7), Віктор Шиловський (7, 4), Костянтин Щегоцький (7, 3), Макар Гончаренко (6, 1), Павло Комаров (7, 1), Микола Коротких. Тренер: Мойсей Товаровський.                                           |
| 7. «Динамо» (Ленінград) |
| Воротар: Олександр Кузьмінський. Захисники: Петро Кисельов, Михайло Денисов, Михайло Юденич. Півзахисники: Сергій Єгоров, Олег Ошенков, Микола Смольников, Василь Зубарєв, Аркадій Кузьмін. Нападники: Петро Биков, Олександр Федоров, Микола Свєтлов, Олександр Кряжков, Віктор Федоров, Петро Дементьєв, Михайло Бутусов, Борис Шелагін. Тренер: Антонін Фівебр. |
| 8. ЦБЧА (Москва) |
| Воротарі: Сергій Леонов, Борис Кочетов. Захисники: Костянтин Лясковський, Віктор Саванов, Анатолій Савицький, Василь Соколов. Півзахисники: Костянтин Малінін, Петро Зенкін, Володимир Шличков. Нападники: Іван Митронов, Олександр Загрецький, Костянтин Рязанцев, Олександр Щавельов, Микола Ісаєв, Петро Петров, Олексій Чулков, Сергій Соснін. Тренер: Павло Халкіопов. |

## Результати матчів
| Дата       | Тур | Команда 1      | Рахунок   | Команда 2      |
| ---------- | --- | -------------- | --------- | -------------- |
| 05.09.1936 | 1   | «Червона зоря» | 1:3 (1:2) | «Динамо» М     |
| 05.09.1936 | 1   | «Спартак» М    | 3:1 (2:1) | «Локомотив» М  |
| 07.09.1936 | 1   | «Динамо» Тб    | 2:2 (2:1) | «Динамо» К     |
| 07.09.1936 | 1   | ЦБЧА           | 2:0 (2:0) | «Динамо» Л     |
| 11.09.1936 | 2   | «Локомотив» М  | 4:0 (1:0) | «Динамо» Л     |
| 14.09.1936 | 2   | «Червона зоря» | 3:2 (1:0) | ЦБЧА           |
| 14.09.1936 | 2   | «Динамо» М     | 6:4 (2:2) | «Динамо» К     |
| 19.09.1936 | 4   | «Локомотив» М  | 1:3 (1:2) | ЦБЧА           |
| 25.09.1936 | 2   | «Спартак» М    | 0:1 (0:1) | «Динамо» Тб    |
| 29.09.1936 | 4   | «Динамо» М     | 1:1 (1:1) | «Динамо» Тб    |
| 30.09.1936 | 3   | «Динамо» Л     | 0:3 (0:1) | «Спартак» М    |
| 06.10.1936 | 3   | «Динамо» К     | 0:1 (0:0) | «Червона зоря» |
| 06.10.1936 | 7   | «Динамо» М     | 3:3 (2:1) | «Спартак» М    |
| 08.10.1936 | 3   | «Динамо» Тб    | 4:0 (2:0) | ЦБЧА           |
| 10.10.1936 | 4   | «Спартак» М    | 4:1 (3:1) | «Червона зоря» |
| 10.10.1936 | 4   | «Динамо» Л     | 2:2 (1:2) | «Динамо» К     |
| 12.10.1936 | 3   | «Динамо» М     | 1:2 (1:1) | «Локомотив» М  |
| 16.10.1936 | 5   | «Локомотив» М  | 5:3 (0:3) | «Червона зоря» |
| 17.10.1936 | 5   | ЦБЧА           | 0:6 (0:4) | «Динамо» М     |
| 18.10.1936 | 5   | «Динамо» Тб    | 2:2 (2:0) | «Динамо» Л     |
| 18.10.1936 | 5   | «Спартак» М    | 3:3 (0:3) | «Динамо» К     |
| 24.10.1936 | 6   | «Динамо» Тб    | 2:3 (2:2) | «Червона зоря» |
| 24.09.1936 | 6   | «Динамо» К     | 2:4 (1:2) | «Локомотив» М  |
| 24.10.1936 | 7   | «Динамо» К     | 3:1 (2:0) | ЦБЧА           |
| 26.10.1936 | 6   | «Динамо» Л     | 1:1 (1:0) | «Динамо» М     |
| 30.10.1936 | 6   | ЦБЧА           | 1:3 (1:2) | «Спартак» М    |
| 30.10.1936 | 7   | «Червона зоря» | 1:2 (0:1) | «Динамо» Л     |
| 30.10.1936 | 7   | «Динамо» Тб    | 2:1 (1:0) | «Локомотив» М  |